# KiCad
KiCad es un paquete de software libre para la  automatización del diseño electrónico (del inglés: Electronic Design Automation, EDA). Facilita el diseño de esquemáticos para circuitos electrónicos y su conversión a  placa de circuito impreso (del inglés: Printed Circuit Board, PCB). 
KiCad fue desarrollado originalmente por Jean-Pierre Charras. Cuenta con un entorno integrado para captura esquemática y de diseño de PCB. Existen herramientas dentro del software para crear una lista de materiales, ilustraciones, archivos Gerber y vistas 3D de la PCB y sus componentes.

## Historia
KiCad fue creado en 1992 por Jean-Pierre Charras mientras trabajaba en IUT de Grenoble. Desde entonces, KiCad ha ganado una cantidad de colaboradores voluntarios y donaciones. Cabe destacar que en 2013 la sección del CERN denominada BE-CO-HT (del inglés: Hardware and Timing), comenzó a aportar recursos a KiCad para ayudar a fomentar el desarrollo de hardware abierto al ayudar a mejorar KiCad a la par con las herramientas comerciales de EDA.
KiCad adoptó un esquema de versiones estables en diciembre de 2015 comenzando con KiCad 4.0.0. Esta fue la primera versión que presenta las herramientas más avanzadas implementadas por los desarrolladores de CERN. El CERN espera contribuir aún más al desarrollo de KiCad mediante la contratación de desarrolladores a través de donaciones. Las contribuciones pueden hacerse a través de los enlaces en el sitio web de KiCad.[cita requerida]

## Partes
KiCad está organizado en cinco partes :
- kiCad - El administrador de proyectos.
- eeschema - El editor de esquemáticos.
- pcbnew - Entorno de diseño de los circuitos impresos (PCB).
- gerbview - Visualizador de archivos Gerber.
- Bitmap2Component - Herramienta que convierte imágenes a footprints para realizar "PCB artwork".

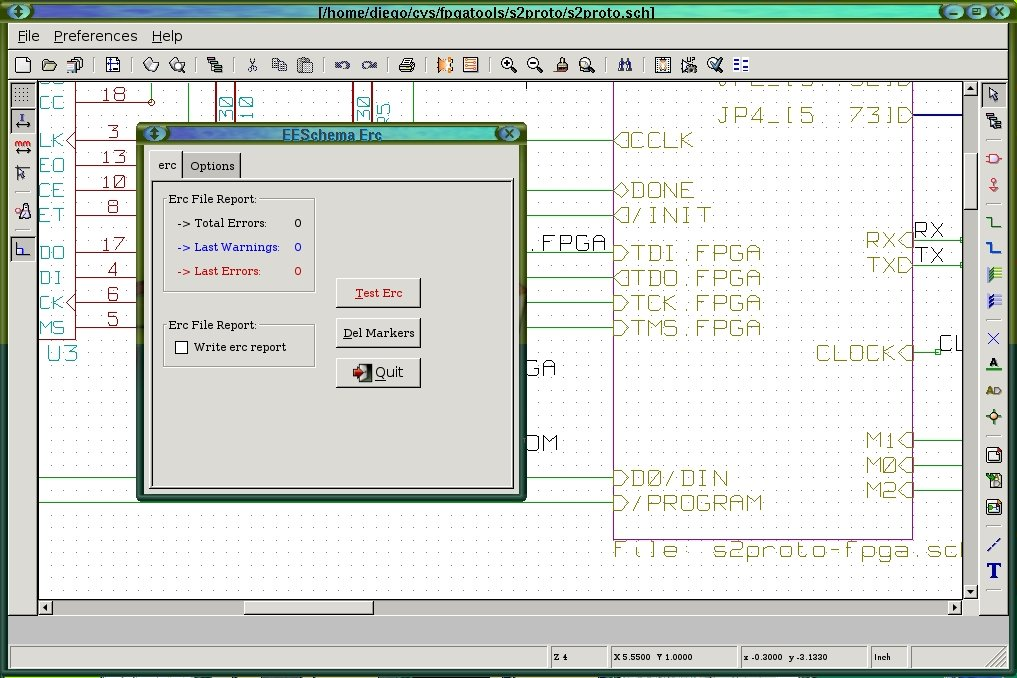
KiCad eeschema: diseño esquemáticos.
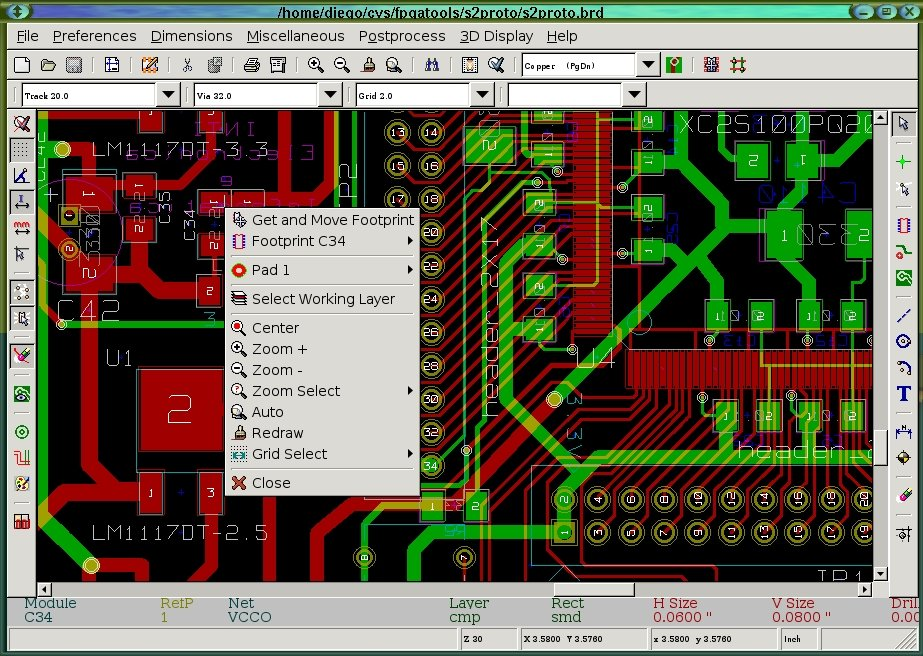
KiCad PCBnew para crear circuitos impresos.
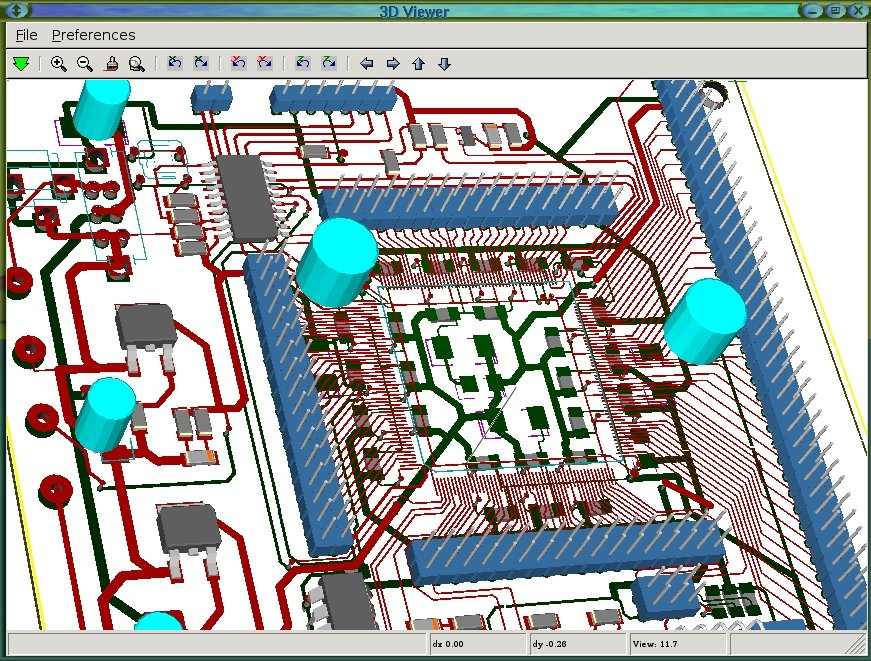
Visor 3D usando KiCad PCBnew.
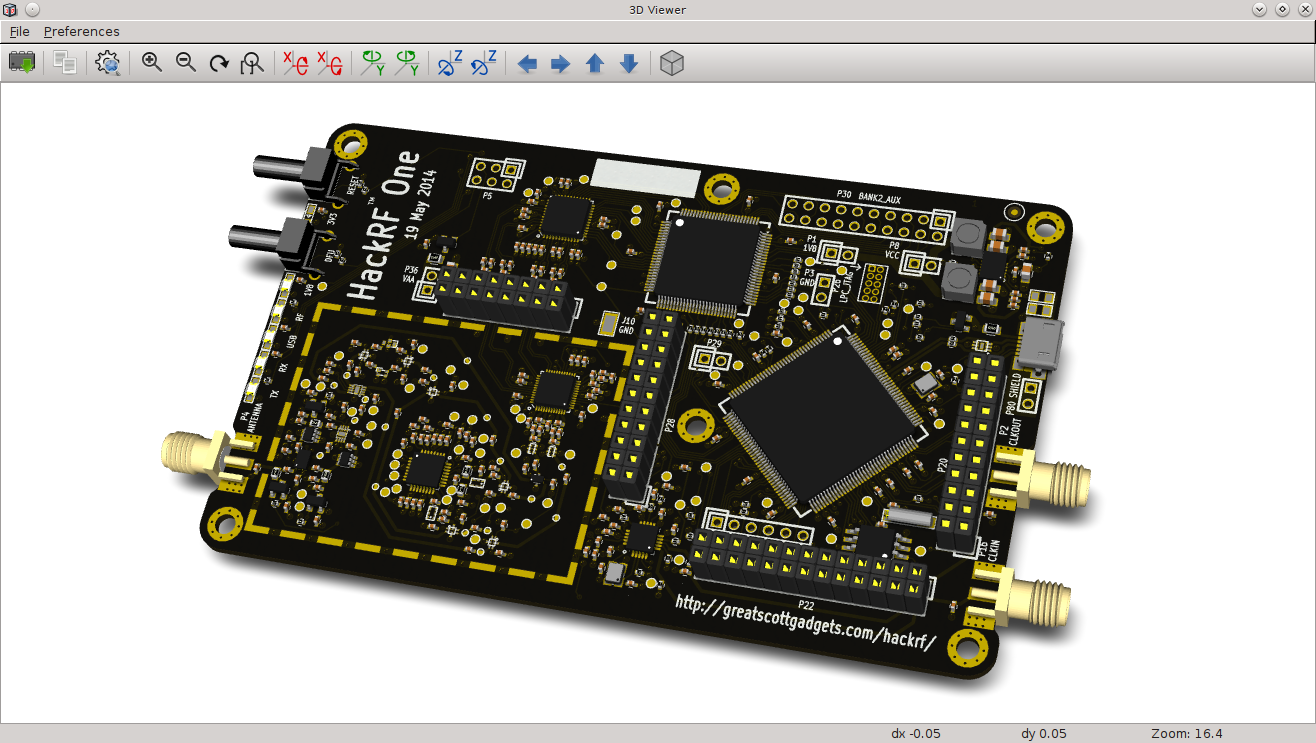
KiCad 3D Viewer

## Características
KiCad utiliza un entorno integrado para todas las etapas del proceso de diseño: captura esquemática, diseño de PCB, generación/visualización de archivos Gees (para símbolos y footprints).
KiCad es un programa multiplataforma, escrito en C ++ con wxWidgets para ejecutarse en FreeBSD, Linux, Microsoft Windows y Mac OS X. Se encuentran disponibles muchas bibliotecas de componentes y los usuarios pueden agregar componentes personalizados. Los componentes personalizados pueden estar disponibles por proyecto o instalados para su uso en cualquier proyecto. También hay herramientas para ayudar a importar componentes de otras aplicaciones EDA, por ejemplo EAGLE. Los archivos de configuración están en texto sin formato (texto plano), bien documentado, lo que ayuda a interconectar los sistemas de control de versiones, así como a los scripts de generación de componentes automatizados.
El programa está disponible en varios idiomas, como inglés, catalán, checo, alemán, griego, español, finlandés, francés, húngaro, italiano, japonés, coreano, holandés, polaco, portugués, ruso, esloveno, sueco y chino.

### Eeschema
Eeschema tiene características que incluyen hojas de esquemas jerárquicas, creación de símbolos personalizados y un ERC (control de reglas eléctricas). Los símbolos esquemáticos en Eeschema están muy ligeramente acoplados a huellas en Pcbnew para alentar la reutilización de huellas y símbolos (por ejemplo, se puede usar una sola huella 0805 para condensadores, resistencias, inductores, etc.).

### Pcbnew
Internamente, Pcbnew admite hasta 32 capas de cobre y 32 capas técnicas. Las dimensiones se almacenan con precisión nanométrica en enteros de 32 bits con signo, por lo que resultan dimensiones máximas de 2^31 nm ~ 2,14 metros.